# Bacchisa argenteifrons
Bacchisa argenteifrons là một loài bọ cánh cứng trong họ Cerambycidae.